# Ashley Moloney
Ashley Moloney (Brisbane, 13 de março de 2000) é um atleta do decatlo australiano, medalhista olímpico.
Em 2017, Moloney quebrou o recorde australiano sub-18 no decatlo, anteriormente detido por Jake Stein. Em 20 de dezembro daquele ano, ele quebrou o recorde nacional australiano e o recorde da Oceania nessa modalidade. Nos Jogos Olímpicos de Verão de 2020, conquistou a medalha de bronze com 8 649 pontos.